# Nicolas de Lorgne
Nicolas de Lorgne (Francia, ... – Palestina, 1284) fu Gran Maestro dell'Ordine degli Ospitalieri dal 1277 al 1284.

## Biografia
Poco o nulla si sa delle origini di Nicolas de Lorgne, che però il nome ci suggerisce proveniente dall'area francese come molti dei suoi predecessori e come questi egli fece la propria carriera nell'Ordine Ospedaliero militando in Terrasanta.
Nel 1250 è la prima volta in cui egli viene nominato storiograficamente come castellano della fortezza di Margat ove, distintosi, venne nominato "maresciallo" dell'Ordine prima del 1266. Ricoperta la carica di Gran Precettore dal 1271, dal 1275 lo troviamo investito della commenda di Tripoli per poi accedere dal 1277 al gran magistero dell'Ordine.
Durante il periodo della propria reggenza, egli fu abile diplomatico con i templari e con il conte Boemondo VII di Tripoli. Egli inoltre dovette affrontare l'avanzata dei Mongoli che occuparono la parte nord della Siria senza incontrare particolari resistenze da parte dei musulmani, ma che egli seppe respingere guadagnandone un considerevole bottino.
Morì in Terrasanta nel 1284.

## Fonti
- Delaville Le Roulx Les Hospitaliers En Terre Sainte Et Chypre, 1100-1310 , p. 179 e seguenti